# オルナヴァッソ
オルナヴァッソ（伊: Ornavasso）は、イタリア共和国ピエモンテ州ヴェルバーノ・クジオ・オッソラ県にある、人口約3,400人の基礎自治体（コムーネ）。

## 地理

### 位置・広がり
| 隣接するコムーネは以下の通り。 アンツォーラ・ドッソラ - カザーレ・コルテ・チェッロ - グラヴェッローナ・トーチェ - ロレーリア - メルゴッツォ - プレモゼッロ＝キオヴェンダ - ヴァルストローナ |